# مسافرخانه شناور
مسافرخانه شناور (دانمارکی: Færgekroen) یک فیلم کمدی دانمارکی به کارگردانی پل بنگ است که در سال ۱۹۵۶ منتشر شد. از بازیگران فیلم می‌توان به دیرک پَـسِر و میسکو ماکوارت اشاره کرد.